# Lower Nimpkish Park
Lower Nimpkish Park är en park i Kanada.   Den ligger i provinsen British Columbia, i den sydvästra delen av landet, 3 800 km väster om huvudstaden Ottawa. Lower Nimpkish Park ligger 25 meter över havet.
Terrängen runt Lower Nimpkish Park är varierad. Havet är nära Lower Nimpkish Park åt nordost. Trakten runt Lower Nimpkish Park är nära nog obefolkad, med mindre än två invånare per kvadratkilometer.. Närmaste större samhälle är Port McNeill, 7,3 km nordväst om Lower Nimpkish Park. 
I omgivningarna runt Lower Nimpkish Park växer i huvudsak barrskog.